# Middle East Professional Boxing
Die Middle East Professional Boxing Comission (abgekürzt MEBP) ist die offizielle Organisation für den professionellen Boxsport im Nahen Osten. Sie wurde 2016 in Dubai, Vereinigte Arabische Emirate, gegründet und ist verantwortlich für die Regulierung und Durchführung von Titelkämpfen in den Ländern der Region, darunter die Vereinigten Arabischen Emirate, Saudi-Arabien, Kuwait und Katar. Diese Region hat sich zunehmend als wichtiger Standort für internationale Boxveranstaltungen etabliert.

## Geschichte
Die MEPB wurde 2016 mit dem Ziel gegründet, den professionellen Boxsport im Nahen Osten zu fördern und zu regulieren. Zu einer Zeit, als der Boxsport in der Region noch nicht stark etabliert war, strebte die MEPB an, die Region als wichtigen Standort für hochklassige Boxkämpfe zu positionieren. In den ersten Jahren konzentrierte sich die Organisation darauf, die erforderlichen Infrastrukturen zu schaffen und Partnerschaften mit internationalen Boxverbänden einzugehen. Hauptsitz der MEPB befindet sich in Dubai, und die Organisation ist auch in anderen Teilen des Nahen Ostens, wie Saudi-Arabien und Oman, aktiv. Der Präsident der MEPB ist Jose Mohan. Die MEPB ist die einzige in der Region zugelassene Boxkommission und arbeitet eng mit den weltweit anerkannten Boxverbänden wie dem WBC, WBA, IBF und WBO zusammen.

## Auszeichnungen
Im Jahr 2022 wurde die MEPB von der World Boxing Council (WBC) zur Professional Boxing Commission of the Year ernannt, was ihre wichtige Rolle im internationalen Boxsport unterstreicht und den Aufstieg des professionellen Boxens im Nahen Osten weiter festigte.